# 1967 en mathématiques
| Années des mathématiques : 1964 - 1965 - 1966 - 1967 - 1968 - 1969 - 1970    |
| Décennies des mathématiques : 1930 - 1940 - 1950 - 1960 - 1970 - 1980 - 1990 |

Cet article présente les faits marquants de l'année 1967 en mathématiques.

## Naissances
- 26 mars : Clément Sire, mathématicien et physicien français.
- 6 mai : Daniel Tătaru, mathématicien roumain-américain.
- 12 mai : Mireille Bousquet-Mélou, mathématicienne française.
- 8 juillet : Miloljub Albijanić, mathématicien et homme politique serbe.
- 20 octobre : Peter Ozsváth, mathématicien américain.
- 26 novembre : Tristan Rivière, mathématicien français.
- 3 décembre : Marie Françoise Ouedraogo, mathématicienne burkinabé.
- 13 décembre : William Minicozzi II, mathématicien américain.
- Sylvie Benzoni, mathématicienne française.
- Penny Haxell, mathématicienne canadienne.
- Philibert Nang, mathématicien gabonais.
- Barbara Niethammer, mathématicienne allemande.
- Aissa Wade,mathématicienne sénégalaise.

## Décès
- 4 mars : Michel Plancherel (né en 1885), mathématicien suisse.
- 10 mars : Luigi Poletti (né en 1864), mathématicien italien.
- 2 mai : Robert Daniel Carmichael (né en 1879), mathématicien américain.
- 22 mai : Joseph Plemelj (né en 1873), mathématicien slovène.
- 14 juillet : William Schieffelin Claytor (né en 1908), mathématicien américain.
- 17 juillet : Janet Lane-Claypon (née en 1877), médecin et statisticienne britannique.
- 11 août : Gabriel de Champeaux de La Boulaye (né en 1893), militaire et mathématicien français.
- 14 août : Jovan Karamata (né en 1902), mathématicien serbe.
- 6 septembre : Albert E. Ingham (né en 1900), mathématicien britannique.
- 2 octobre : Hans Reissner (né en 1874), mathématicien, ingénieur et physicien allemand.
- 3 novembre : Alexander Aitken (né en 1895), mathématicien néo-zélandais.
- 2 octobre : Hans Reissner (né en 1874), mathématicien, ingénieur et physicien allemand.
- 11 novembre : Lester Randolph Ford (né en 1886), mathématicien américain.
- 27 décembre : Ferran Sunyer i Balaguer (né en 1912), mathématicien espagnol.